# توني وايت (لاعب كريكت)
توني وايت (20 نوفمبر 1938 - ) (بالإنجليزية: Tony White)‏ هو لاعب كريكت باربادوسي. شارك مع منتخب الهند الغربية للكريكت.

## وصلات خارجية
- توني وايت على موقع إي آس بي آن كريك إنفو (الإنجليزية)